# Xanthogramma evanescens
Xanthogramma evanescens är en tvåvingeart som beskrevs av Becker 1913. Xanthogramma evanescens ingår i släktet kilblomflugor, och familjen blomflugor.
Artens utbredningsområde är Marocko. Inga underarter finns listade i Catalogue of Life.